# Christian Friedrich Richter (Mediziner, 1744)
Christian Friedrich Richter (* 20. August 1744 in Halle; † 16. Mai 1826 in Berlin) war ein deutscher Mediziner.

## Leben
Christian Friedrich Richter war verheiratet und hatte mehrere Kinder; seine älteste Tochter Wilhelmine war mit dem Finanzrat Johann Philipp Otto Reinbeck (1763–1820) verheiratet. Sein Großvater war der gleichnamige Pfarrer und Mediziner Christian Friedrich Richter.
Er immatrikulierte sich an der Universität Halle und promovierte 1767 mit seiner Dissertation De inflammatione ejusque in tela cellulosa fre quentissima sede zum Doktor der Arzneiwissenschaft. 1770 ließ er sich in Berlin als ausübender Arzt nieder und wurde 1778 Kreisphysikus im Niederbarnimschen Kreis. 1786 wurde er zum Vortragenden Sanitätsrat sowie 1799 zum Vortragenden Obermedizinal- und Sanitätsrat ernannt. Nach der Auflösung des Collegium medico-chirurgicum wurde er 1810 mit Pension in den Ruhestand versetzt. 
Anlässlich der Jubiläumsfeier seines Doktor-Titels überreichte ihm 1817 der Staatskanzler Karl August von Hardenberg das Dekret des Königs Friedrich Wilhelm III., in dem er zum Geheimen Ober-Medizinalrat ernannt wurde.

## Mitgliedschaften
Christian Friedrich Richter war Mitglied der Gesellschaft der Wissenschaften und Künste in Frankfurt an der Oder.

## Schriften (Auswahl)
- De inflammatione ejusque in tela cellulosa fre quentissima sede. Halle, 1767.
- Dissertatio epistolaris de observanda in mor borum medela medendi methode generatim considerata. 1771.
- Bemerkungen über die Entstehung und Behandlung verschiedener Arten von Fiebern. Halle, 1785 (Digitalisat).
- Beyträge zu einer praktischen Fieberlehre. Berlin, 1795 (Digitalisat).